# Lonchura nigriceps
Lonchura nigriceps е вид птица от семейство Estrildidae.

## Разпространение
Видът е разпространен в Ангола, Замбия, Зимбабве, Демократична република Конго, Кения, Малави, Мозамбик, Сомалия, Свазиленд, Танзания и Южна Африка.